# Still Life with Eggplant
Still Life with Eggplant è un album discografico del gruppo musicale rock norvegese Motorpsycho pubblicato nell'aprile 2013.

## Tracce
1. Hell, Part 1-3 (Kapstad/Ryan/Sæther) – 9:47
2. August (Lee) – 4:52
3. Barleycorn (Let It Come/Let It Be) (Sæther) – 7:18
4. Ratcatcher  (Kapstad/Ryan/Sæther) – 17:10
5. The Afterglow (Ryan/Sæther) – 5:58

## Formazione
- Bent Sæther - basso, voce
- Hans Magnus Ryan - chitarra, voce
- Kenneth Kapstad - batteria